# Ahmad Duchi
Ahmad Duchi (arabski:أحمد الدوخي) (ur. 25 października 1976) – saudyjski piłkarz grający na pozycji obrońcy. Obecnie występuje w Qatar SC.

## Sukcesy
- wygranie Azjatyckiej Ligi Mistrzów (2):

2000, 2005
- wygranie Superpucharu Azji (1):

2000